# Eulis Báez
Eulís Báez Benjamín (nacido el 18 de marzo de 1982 en Santo Domingo, República Dominicana) es un exjugador de baloncesto hispanodominicano. Era internacional por la  Selección nacional de baloncesto de la República Dominicana en las competiciones internacionales.

## Trayectoria
Su carrera deportiva ha transcurrido en España, asentándose en la ACB desde el año 2009, previamente había jugado en LEB y en las ligas de su país. El equipo donde más temporadas jugó fue el CB Gran Canaria donde jugó 7 temporadas hasta el año 2019. A fecha de junio de 2019 promediaba en ACB 9 puntos y 4'5 rebotes por partido, totalizando 329 partidos en la máxima categoría del baloncesto español.
En la temporada 2020-21, en las filas de Baxi Manresa de la Liga Endesa, promedia 6.5 puntos por partido, con un 37.7% en triples, y 65.6% en tiros de campo. Báez tiene una experiencia de 12 temporadas en el baloncesto español.
En julio de 2021, firma por los Leones de Santo Domingo de la Liga Nacional de Baloncesto de República Dominicana.
El 29 de noviembre de 2021, firma por el Real Betis Baloncesto de la Liga Endesa.
El 27 de junio de 2023, anuncia que pone fin a su etapa como jugador, tras el descenso del Real Betis Baloncesto a Liga LEB Oro.